# Європейська процедура дрібних позовів
European Small Claims Procedure (ESCP) — процедура врегулювання дрібних позовів, яка набула чинности 1 січня 2009 року в Європейському Союзі, за винятком Данії, для врегулювання транскордонних претензій в рамках Брюссельського режиму на суму до €5,000.
Процедури врегулювання дрібних позовів є проміжною ланкою між формальним судовим розглядом та альтернативним вирішенням спорів, коли спори, пов'язані з вимогами на невелику суму, можуть бути вирішені в суді швидше, дешевше та менш формально. Основним обмеженням процедур врегулювання дрібних позовів є те, що вони обмежені певними юрисдикціями. Для подолання цього обмеження Європейська Комісія запропонувала положення про Європейську процедуру дрібних позовів (European Small Claims Procedure, ESCP), яке було прийнято Європейським парламентом та Європейською радою 11 липня 2007 року.
ESCP — переважно письмова процедура, яка стосується позовів на суму до 5 000 євро, що виникають у транскордонних спорах. Її головна перевага полягає в тому, що вона передбачає виконання рішень у будь-якій з держав-членів без необхідності проходження формальної процедури взаємного визнання судових рішень (екзекватура).

## Історія
Європейський Союз підкреслив, що після інтерв'ю та анкетування європейських громадян (юристів-практиків, споживачів, малих та середніх підприємців) ця процедура була складною для розуміння і не мала широкого застосування. Тому у вересні 2018 року стартував проєкт SCAN. SCAN – Small Claims Analysis Net – це консорціум із дев’яти партнерів під керівництвом Юридичного факультету Неапольського університету імені Федеріко II UNINA та координується професором Франческо Ромео. SCAN має на меті полегшити розуміння європейської процедури розгляду дрібних позовів для європейських громадян через свій вебсайт і платформу ESCP.